# Aloe anivoranoensis
Aloe anivoranoensis là một loài thực vật có hoa trong họ Măng tây. Loài này được (Rauh & Hebding) L.E.Newton & G.D.Rowley mô tả khoa học đầu tiên năm 1998.